# Microgale gymnorhyncha
Microgale gymnorhyncha е вид бозайник от семейство Тенрекови (Tenrecidae).

## Разпространение
Видът е разпространен в Мадагаскар.